# Oostelijke groene breedbektiran
De oostelijke groene breedbektiran (Rhynchocyclus olivaceus) is een zangvogel uit de familie Tyrannidae (tirannen). De vogel werd in 1820 door  de Nederlandse dierkundige Coenraad Jacob Temminck geldig beschreven.

## Kenmerken
De vogel is 15 cm lang en overwegend olijfgroen gekleurd, van boven donkerder, naar de onderbuik toe lichter grijsgroen. De snavel is vrij breed, de bovensnavel zwart, de ondersnavel hoornkleurig.

## Verspreiding en leefgebied
Deze soort telt drie ondersoorten:
- R. o. guianensis: Z-Venezuela, de Guyana's en N-Brazilië.
- R. o. sordidus: amazonisch ZO-Brazilië.
- R. o. olivaceus: NC- en O-Brazilië.

De leefgebieden liggen in natuurlijk bos tot op een hoogte van 1000 meter boven zeeniveau.